# Мальцево (Торбеєвський район)
Ма́льцево (рос. Мальцево, ерз. Мальцево) — село у складі Торбеєвського району Мордовії, Росія. Входить до складу Варжеляйського сільського поселення.
Населення — 292 особи (2010; 363 у 2002).
Національний склад станом на 2002 рік:
- росіяни — 53 %
- мордва — 47 %